# 서울창조경제혁신센터
서울창조경제혁신센터(서울創造經濟革新센터, Seoul Center for Creative Economy & Innovation)는 정부·지방자치단체·민간 간 협력을 통한 창조경제 실현 및 확산에 기여하기 위하여 설립된 재단법인이다. 서울특별시 용산구 한강대로 69, 용산푸르지오써밋 5층에 있고, 인큐베이팅센터가 서울특별시 종로구 종로 6 (서린동) 광화문우체국 5~6층에 있다.

## 관련 규정
- 중소기업창업 지원법 제4조의7[6]
- 중소기업창업 지원법 시행령 제5조의6[7]

## 연혁
- 2015년 7월 17일 서울창조경제혁신센터 개소식
- 2015년 7월 31일 서울창조경제혁신센터 법인 설립
- 2016년 3월 19일 고용존 구축 및 운영
- 2017년 1월 16일 제8차 정기이사회 개최 및 신임 이사장 취임

## 주요 업무
스타트업을 지원하는 다양한 정부지원사업을 주관하고 있다.
담당하고 있는 사업으로는 오픈이노베이션, K-스타트업 경진대회, 소재부품장비 스타트업 100, 산업맞춤형 AI인력양성 바우처 지원사업, 대스타해결사플랫폼, 재도전성공패키지, 사내벤처 육성 프로그램, 넥스트 로컬, 초기창업패키지 등이 있다.
예비창업패키지는 지원사업이 출범한 이후 5년동안 주관하였지만, 2023년부터는 초기창업패키지를 주관하며, 예비창업패키지는 주관하지 않는다.

## 조직

### 서울창조경제혁신센터장
| 운영지원팀 | 창업성장지원팀 | 창업육성팀 | 창업혁신팀 |

## 같이 보기
| - 인천창조경제혁신센터 - 경기창조경제혁신센터 | - 강원창조경제혁신센터 | - 세종창조경제혁신센터 - 충북창조경제혁신센터 - 대전창조경제혁신센터 - 충남창조경제혁신센터 | - 전북창조경제혁신센터 - 광주창조경제혁신센터 - 빛가람창조경제혁신센터 - 전남창조경제혁신센터 - 광양창조경제혁신센터 | - 대구창조경제혁신센터 - 경북창조경제혁신센터 - 포항창조경제혁신센터 - 부산창조경제혁신센터 - 울산창조경제혁신센터 - 경남창조경제혁신센터 | - 제주창조경제혁신센터 | - 민관합동창조경제추진단 - 서울신용보증재단 - 서울산업진흥원 - 서울연구원 - SGI서울보증 - 서울상공회의소 - 서울테크노파크 |